# Middle Popo Agie River
Der Middle Popo Agie River (auch: Middle Fork Popo Agie River) ist der etwa 45 km lange, rechte Quellfluss des Popo Agie River im US-Bundesstaat Wyoming.

## Verlauf
Der Middle Popo Agie River entspringt in einem namenlosen Bergsee an der kontinentalen Wasserscheide auf etwa 3230 m Höhe westlich der Sweetwater Gap an der Nordostflanke des Mount Nystrom in der südlichen Wind River Range, etwa 30 km nordwestlich von South Pass City und 33 km südwestlich von Lander. Von dort fließt er zunächst in nordöstliche Richtung durch die Popo Agie Wilderness des Shoshone National Forest. Der Fluss erhält einige kleinere Nebenflüsse und verlässt den Nationalforst, bevor er den Sinks Canyon im gleichnamigen State Park durchfließt. Dort fließt er über eine Strecke von etwa 400 m durch ein karstiges Gelände unterirdisch zu einem Quelltopf, von dem er seinen Lauf fortsetzt. Der Wyoming Highway 131 verläuft entlang den unteren 20 Flusskilometern. Weiter flussabwärts erreicht der Middle Popo Agie River das Wind River Basin, durchfließt die Kleinstadt Lander und unterquert den U.S. Highway 287. Kurz vor seiner Mündung erhält er mit dem Baldwin Creek von links seinen längsten Zufluss und fließt nordöstlich von Lander auf einer Höhe von 1598 m mit dem North Popo Agie River zum Popo Agie River zusammen. Der gesamte Flussverlauf befindet sich im Fremont County.

## Hydrologie
Der Middle Popo Agie River ist als Quellfluss des Popo Agie River Teil des Einzugsgebietes des Little Wind River, der über Wind River, Bighorn River, Yellowstone River, Missouri und Mississippi in den Golf von Mexiko entwässert. Das Einzugsgebiet des Middle Popo Agie River umfasst ein Areal von etwa 492 km² und grenzt an die Einzugsgebiete von Little Popo Agie River im Osten, Sweetwater River im Süden, Big Sandy River im Westen sowie North Popo Agie River im Norden. Der mittlere Abfluss im Sinks Canyon beträgt 3,36 m³/s, die größten Abflüsse finden sich in den Monaten Mai, Juni und Juli.